# Nachhilfe für Vati
Nachhilfe für Vati ist ein Spielfilm des Fernsehens der DDR aus dem Jahr 1983, der unter der Regie von Karola Hattop entstand. Die Erstausstrahlung erfolgte am 1. Januar 1984 im 2. Programm des DDR-Fernsehens.

## Handlung
Die Geschwister Sebastian und Bettina Herbst leben seit der Scheidung ihrer Eltern bei ihrer Mutter Lore. Insbesondere Sebastian leidet sehr unter der Trennung. Nach einem zufälligen Wiedersehen mit dem Vater versucht er ohne Wissen seiner Mutter, diesen zur Rückkehr zu bewegen.
Dabei kommt ihm das Schicksal ein wenig zu Hilfe, denn Lore Herbst wird von ihrem Betrieb kurzfristig nach Ungarn geschickt und Sebastian ist fest entschlossen, bis zu ihrer Rückkehr mit seiner Schwester bei seinem Vater zu bleiben. Bettina muss er dabei mit viel Tricks überreden.
Rudolf Herbst wohnt bei einem Freund und ist von seiner kurzfristigen Vollzeitvaterrolle nicht sehr begeistert. Er hat zwar gerade Urlaub und muss nicht arbeiten, aber seine freien Tage hat er sich eigentlich anders vorgestellt. Freund Udo schlägt deshalb vor die Kinder kurzerhand bei seiner Schwester „abzuladen“ und dann allein an die See zum Angeln zu fahren. Doch Sebastian lässt sich nicht so einfach abschieben und reist mit Bettina seinem Vater hinterher. Nun muss er sich wohl oder übel doch um die Kinder kümmern und Udo ist ihm dabei eine große Hilfe. Trotzdem fühlt er sich in seiner Rolle nicht wohl, denn seine Wohnverhältnisse sind nicht auf Kinder ausgerichtet. Er haust mit Udo in einer maroden Gartenlaube, deren Reparatur er immer vor sich herschiebt. Sebastian motiviert ihn nun dazu, endlich das Dach zu reparieren. Udo arbeitet derweil mit Bettina im Garten und am Abend finden alle, dass es ein sehr schöner Tag war. Doch es dauert nicht lange und situationsbedingt kommt es zu einem Streit zwischen den beiden Erwachsenen und Udo verlässt das Quartier. Rudolf geht ihm nach und holt ihn zurück. Doch nun erwartet sie die nächste Überraschung, denn Bettina hat so starke Zahnschmerzen, dass die Männer sie in die Poliklinik bringen müssen. Sebastian, der solange allein in der Laube bleiben soll, macht sich jedoch große Sorgen als ein Unwetter aufkommt. Im strömenden Regen läuft er seinem Vater entgegen und ist froh ihn wohlbehalten wiederzutreffen.
Am nächsten Tag will Rudolf mit seinen Kindern baden gehen und muss feststellen, dass sie gar keine Badesachen mithaben. So gehen sie einkaufen und Sebastian meint, dass sich sein Vater auch mal ein neues Hemd leisten solle. Wieder zurück in ihrem Quartier ist Bettina zutiefst enttäuscht, als sie Udo dort mit seiner Freundin antrifft. Sie hatte sich eingebildet, er würde sie mal heiraten, wenn sie in sieben Jahren 16 wird. Doch auch Sebastian hat Sorgen, denn sein Vater scheint einfach nicht zu verstehen, warum er zu ihm gekommen ist.
Am Ende kommt der Tag, an dem Lore aus Ungarn zurück ist und ihre Kinder wieder abholen will. Sie findet es in der Laube ganz gemütlich und freut sich, dass sich die Kinder hier bei ihrem Vater so wohl gefühlt haben. Trotzdem ist Sebastian nicht zufrieden. Er hatte so gehofft, dass er seine Eltern versöhnen kann, sein Vater wieder zu ihnen zurückkommt und sie wieder eine Familie sein können. Aber da sich Rudolf nach ihrem Urlaub überhaupt nicht meldet, resigniert der Junge. Jeden Tag hofft er auf Post, aber im Briefkasten ist nie ein Brief von seinem Vater. Völlig unerwartet steht er dann aber plötzlich selbst in der Tür und möchte mit ihnen allen seine bestandene Prüfung feiern. Er hat eingesehen, wie sehr ihm die Kinder fehlen. Sebastian äußert nun seinen heimlichen Wunsch und fragt seine Eltern, ob sie nicht einfach wieder ein zweites Mal heiraten könnten. So wie es aussieht, stehen die Chancen auch gar nicht so schlecht, denn der eigentliche Scheidungsgrund besteht nicht mehr. Rudolf war leidenschaftlicher Seemann und viel zu selten bei seiner Familie gewesen, woran die Ehe zerbrochen war. Seit zwei Jahren hat er seinen Beruf nach einem Unfall aufgeben müssen und sich an das Leben an Land gewöhnt. Damit er sich auch wieder an seine Kinder gewöhnt, dabei hatte ihm sein Sohn ausreichend Nachhilfe gegeben.

## Produktion, Dreharbeiten
Die Herstellung des Films übernahm das DEFA-Studio für Spielfilme in Potsdam-Babelsberg. Das eingesetzte Bildformat ist 1,33:1 (4:3).
An der Produktion waren laut Abspann weiterhin folgende Personen beteiligt:
| Bezeichnung        | Name                            |
| ------------------ | ------------------------------- |
| Dramaturgie        | Karin Sedler                    |
| Bauten             | Joachim Otto                    |
| Kostüme            | Günther Schmidt                 |
| Masken             | Kurt Tauchmann Christa Seraphin |
| Bauausführung      | Heike Zupp                      |
| Bühnenmeister      | Werner Mai                      |
| Requisiten         | Werner Zettler Norbert Frey     |
| Komplexbrigade     | Lothar Seidel                   |
| Regieassistenz     | Barbara Mädler                  |
| Kameraassistenz    | Wolfgang Fritsche               |
| Filmfotograf       | Wolfgang Bangemann              |
| Aufnahmeleitung    | Helmut Bransky Jochen Polster   |
| Ton                | Brigitte Pradel                 |
| Tonmischung        | Helga Kadenbach                 |
| Szenenbild         | Joachim Otto                    |
| Produktionsleitung | Hans Mahlich                    |

## Kritik
Das Filmportal urteilte: „Nachhilfe für Vati […] ist weit mehr als nur ein 85-minütiges Plädoyer für die Familie. ‚Ich möchte nicht, dass er vergammelt‘: Basti sorgt sich nicht nur um den schmerzlich entbehrten Vater, sondern geht planvoll zu Werke, damit dieser physisch und psychisch wieder auf die Beine kommt. Denn erst ein selbstbewusster, in mehrfacher Hinsicht bodenständiger und wieder zielorientiert durchs Leben gehender Rudolf Herbst ist in der Lage, die Familie wieder zu vereinen.“

## DVD-Veröffentlichungen
- 2013: Nachhilfe für Vati (DVD aus der Reihe: DDR TV-Archiv, Studio Hamburg Enterprises, Alive – Vertrieb und Marketing, Laufzeit 86 Minuten, FSK 6, Erscheinungstermin: 29. November 2013, EAN: 4052912371637)